# 危宿增八
危宿增八（飛馬座19），又名BD+07 4779，HD 209167、SAO 127239、HR 8393，是飛馬座的一颗恒星，视星等为5.65，位于銀經67.43，銀緯-35.67，其B1900.0坐标为赤經21h 56m 11.4s，赤緯+7° -35.67′ 36″。